# 蜜樹みこ
蜜樹 みこ（みつき みこ、1983年10月10日 - ）は、日本の漫画家。鹿児島県出身で、現在は東京都在住。血液型はO型。
独特なニュアンスを持った作品が多い漫画家である。

## 来歴・人物
2003年、小学館の『Sho-Comi』増刊10月15日号にて掲載された「うたかた」でデビュー。
デビュー後は数回ペンネームを変えており、当初のペンネームは“みつき海湖”（読みは同じ）名義で活動していた。
フラワーコミックス第8作品目の『蜜味ブラッド Tale 0』は増刊号で掲載されていたもので、人気を博し本誌連載となった。『蜜味ブラッド』とは設定は同じだが、全く違うストーリーとなっている。
同作単行本発売時には「『Sho-Comi』史上最も怪しいラブロマンス」として刊行された。

## 刊行作品
- とろけるようなキスを奏でて(2007/7/26)
- 恋色旋律☆ダブル王子(2007/11/26)
- ラブナイフ(2008/5/26)
- 蒼いキセキ(2008/7/25)
- 恋想のアリア(2008/12/24)
- 恋、ひらり（全2巻、2009/5/26-2009/8/26）
- 蜜味ブラッド（全2巻、2009/11/26-2010/3/26）
- 蜜味ブラッド Tale 0(2009/12/24)
- ももらば（全3巻、2010/9/24-2011/2/25）
- にゃんトラ。（全2巻、2011/6/24-2011/10/26）
- 王様とふしぎの城(2012/2/24)
- 「愛してる」、嘘だけど。(2012/8/24)
- 16歳、はじめて。(2013/7/26)
- 天の花嫁(企画・原案：葵木あんね、2013/10/25)
- バージンブラッド〜緋色の晩餐〜(2014/2/26)
- 先生だってガマンしてる(2014/10/24)
- 蜜味ストロベリー(2014/12/10)
- アンジェリーク ルトゥール(監修：ルビーパーティー、全2巻、2015/7/24-2016/5/26)
- アンジェリーク ルトゥール〜Secret Side〜(監修：ルビーパーティー、全2巻、2015/7/24-2016/1/26)
- キスさえ知らない少女漫画家(2016/11/25)
- 帝都初恋心中(全9巻、2017/6/26-2021/1/26）
- 小説 帝都初恋心中 ―魔都に消えた少女―(2018/11/26、夏希　碧 原作・イラスト／蜜樹みこ)
- 蜜味ブラッド 〜蜜夜初恋心中〜(2019/5/24)
- 少年ブラヰド -男装令嬢と黒書生-(全10巻、2021/1/26-)

### オムニバス作品
- 放課後、制服を脱いで。(2010/4/26)
  - 「ティータイムは真夜中に」収録
- コスプレ男子図鑑(2010/12/24)
  - 「アンティークガール」収録
- あの時、好きって言えばよかった(2012/3/26)
  - 「初恋、夜に溶ける。」収録
- エッチしちゃうの!?…コイビトだから!(2012/12/26)
  - 「16歳、はじめて。」収録
- 大好きなカレとハジメテの×××(2014/4/25)
  - 「僕ん家に先に女の子が住みついていた件について。」収録
- 花嫁 限定〜しあわせで、とけちゃう〜(2014/10/24)
  - 「天の花嫁 番外編」収録
- 16歳、はつ恋〜微熱〜(2015/4/24)
  - 「かわいいキミと甘い恋」収録
- 高校生だけど結婚します(2017/12/26)
  - 「帝都初恋心中番外編」収録
- 蜜夜溺愛心中(2018/7/10) 
  - 「帝都初恋心中番外編」収録
- あやかし恋物語(2018/7/26) 
  - 「鬼カレ×桃カノ」収録

## 外部サイト
- 蜜樹みこのブログ - 公式ブログ。
- Sho-Comi漫画家情報 - 小学館によるページ。プロフィール、メッセージを掲載。
- 蜜樹みこ (@mitsuki_miko) - X（旧Twitter）